# Gabrič
Gabrič je priimek v Sloveniji, ki ga je po podatkih Statističnega urada Republike Slovenije na dan 1. januarja 2010 uporabljalo 253 oseb in je med vsemi priimki po pogostosti uporabe uvrščen na 1.635. mesto.

## Znani nosilci priimka
- Alenka Gabrič (1961–2008), kemičarka
- Alenka Kačičnik Gabrič (*1963), zgodovinarka, arhivistka
- Aleš Gabrič (*1963), zgodovinar
- Anton Gabrič (1762–?), slikar
- Janez Gabrič (18. stol.), podobar, rezbar
- Janez Garbič (*1979), bobnar (rock)
- Janko Gabrič, umetni kovač
- Marjan Gabrič (1931–2007), gozdar
- Milan Gabrič, arhitekt
- Mojca Gabrič, arhitektka
- Peter Gabrič, glasbenik, umetniški vodja simf. orkestra